# Vidigueira
Vidigueira (prononciation [vidi'gɐiɾɐ] ou [vidi'geɾɐ]) est une ville et une municipalité du Portugal faisant partie du district de Beja ayant une superficie de 316 km2 et une population de 5 932 habitants.

## Histoire
Vidigueira est un comté offert par le roi du Portugal, Dom Manuel 1er, au navigateur portugais Vasco de Gama, qui devint ainsi par décret royal le 29 décembre 1519 le premier comte de Vidigueira après son retour du voyage des Indes.
Le micro climat formé sur le versant sud "da serra do Mendro", fait de ce petit comté l'un des plus caractéristiques terroirs de toute l'Europe, voire du monde. Il est fort probable que ce soit l'une des raisons qui ont amenée le roi à l'attribution de ce morceau de terre très fertile. Lieu de villégiature des romains à leur époque et sûrement le théâtre de grandes batailles tout au long des siècles y compris pendant la révolution d'avril 1974, pendant la lutte des classes pour l'attribution de la terre, aujourd'hui négligée...

## Monuments
Les ruines romaines de Villa Áulica et le couvent de São Cucufate sont situés près de Vidigueira.

## Subdivisions

Carte des paroisses de Vidigueira.

Contrairement à de nombreuses municipalités du Portugal, Vidigueira n'a pas été impactée par la loi no 11-A/2013 du 28 janvier 2013 portant réorganisation administrative du territoire des freguesias. La municipalité de Vidigueira regroupe ainsi 4 paroisses (freguesia en portugais) :
- Pedrógão
- Selmes
- Vidigueira
- Vila de Frades

## Personnalités
Miguel de Espinosa, père du philosophe néerlandais Baruch Spinoza, était un juif portugais séfarade né à Vidigueira.